# جیمز هکر
جیمز هکر (انگلیسی: James Hecker) ژنرال نیروی هوایی ایالات متحده آمریکا است، که از ژوئن ۲۰۲۲ به‌عنوان فرمانده نیروهای هوایی ایالات متحده آمریکا در اروپا و آفریقا فعالیت می‌کند.
هکر فعالیت نظامی را از سال ۱۹۸۹ در نیروی هوایی آمریکا آغاز کرد، از ۲۰۱۳ تا ۲۰۱۵ فرماندهی بال ۱۸ هوایی را برعهده داشت، از ۲۰۱۵ تا ۲۰۱۷ فرمانده نیروی هوایی نوزدهم بود و از ۲۰۱۷ تا ۲۰۱۸ به‌عنوان جانشین فرمانده گروه ضربت مشترک ترکیبی – عملیات عزم راسخ فعالیت می‌کرد.
وی در فاصله سال‌های ۲۰۱۹ تا ۲۰۲۱ معاون مدیر عملیات ستاد مشترک نیروهای مسلح ایالات متحده آمریکا بود و از ۲۰۲۱ تا ۲۰۲۲ فرماندهی دانشگاه هوایی را برعهده داشت.